# 涌美老屋村

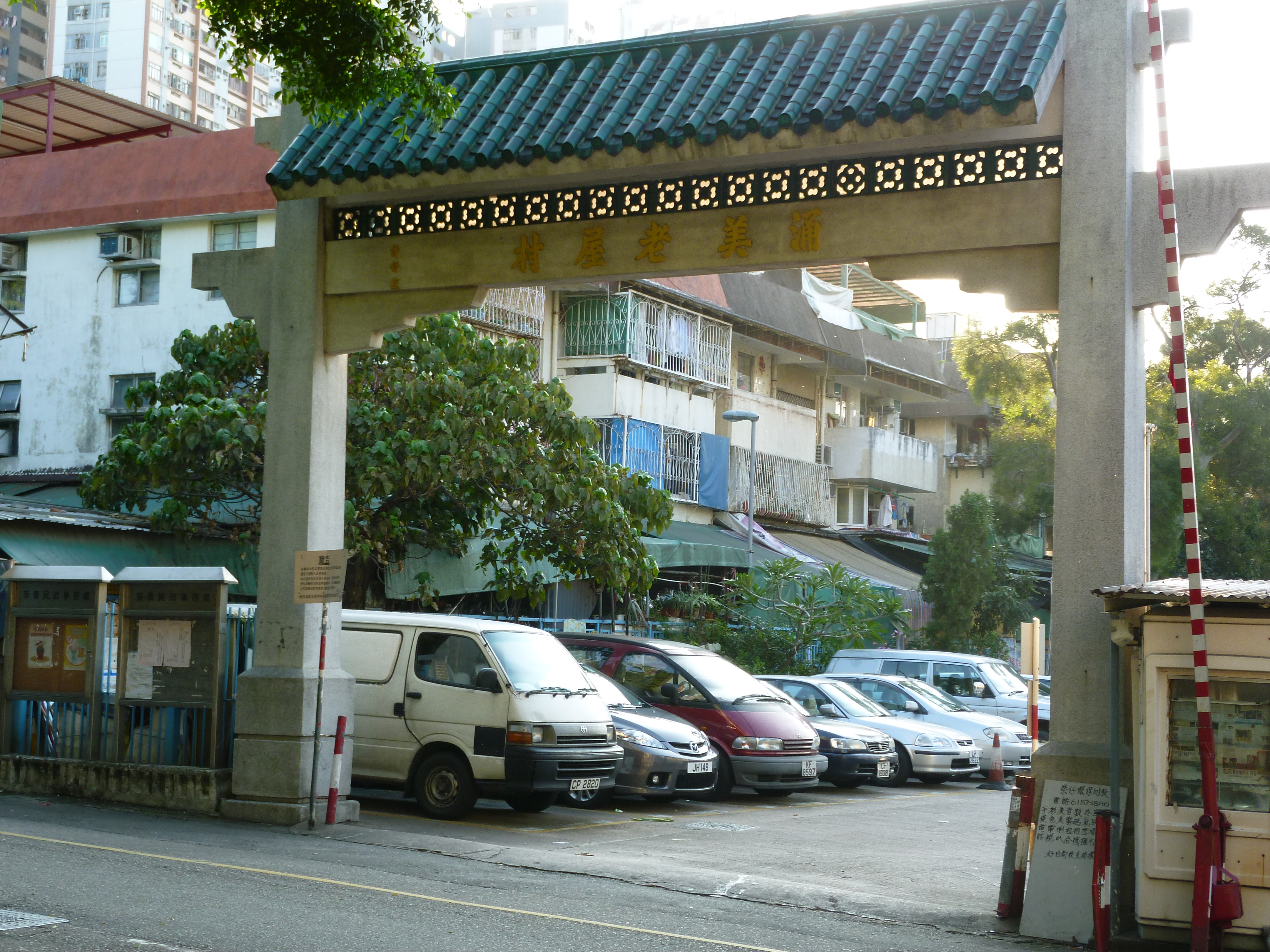
涌美老屋村牌樓

涌美老屋村（英語：Chung Mei Lo Uk Tsuen/Chung Mei Tsuen），俗稱涌美村，是香港新界葵青區青衣島內的一個村落。

## 位置
涌美老屋村位於涌美路與上高灘街的交界，接近長康邨康富樓的巴士分站。

## 鄰接屋村

### 屋村
- 青輝新村
- 大王下村
- 鹽田角村
- 新屋村
- 藍田村
- 青裕新村

### 公共屋邨
- 長康邨